# Eidgenössisches Jodlerfest

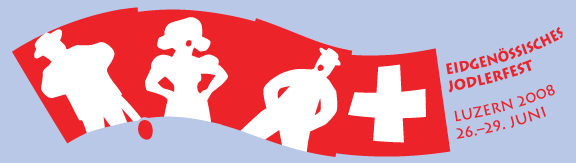
27. Eidgenössisches Jodlerfest 2008 in Luzern

Alphornbläser am Eidgenössischen in Luzern

Fahnenschwinger am Eidgenössischen 2008

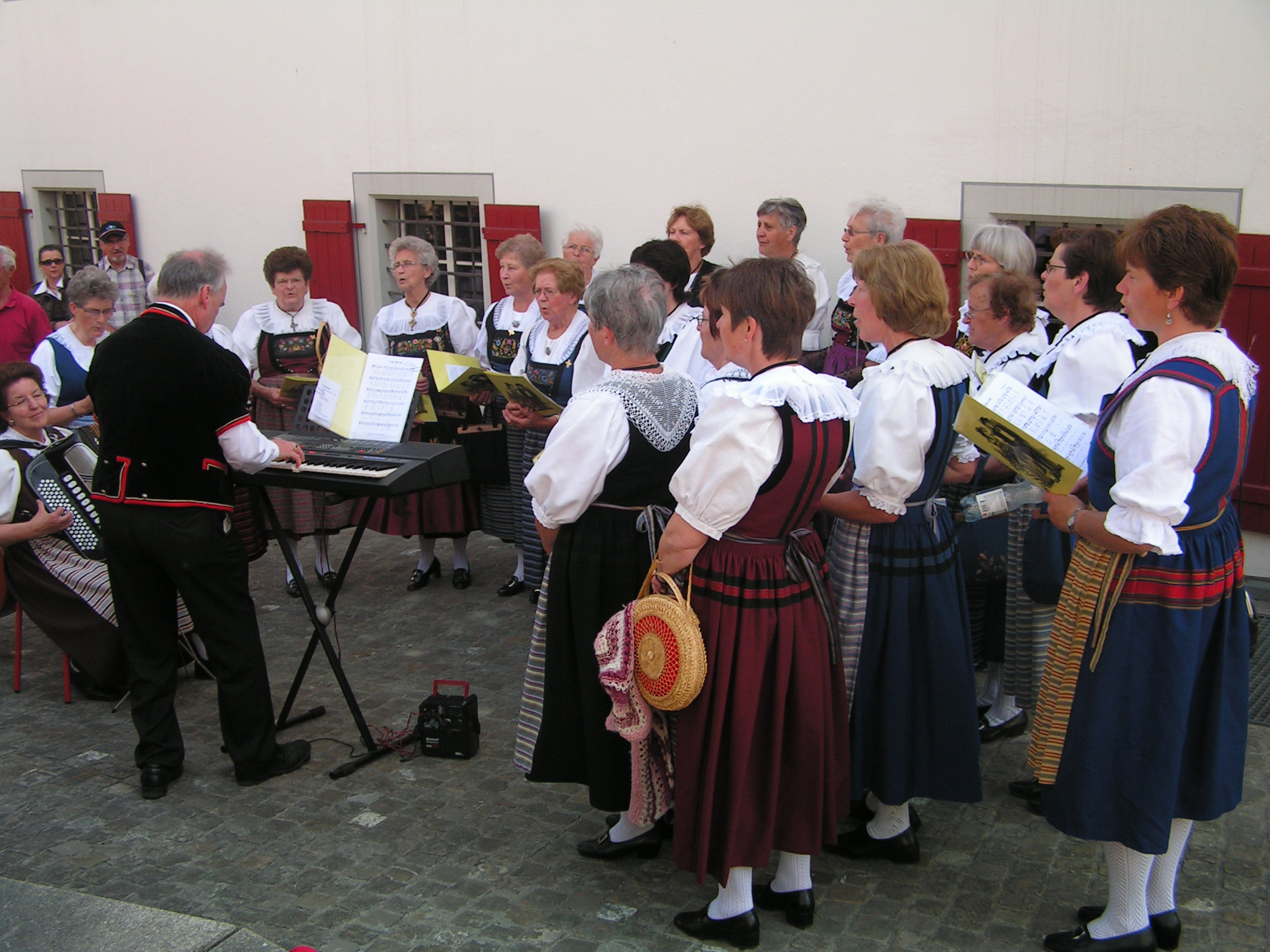
Jodelchor am Eidgenössischen Trachtenfest 2010

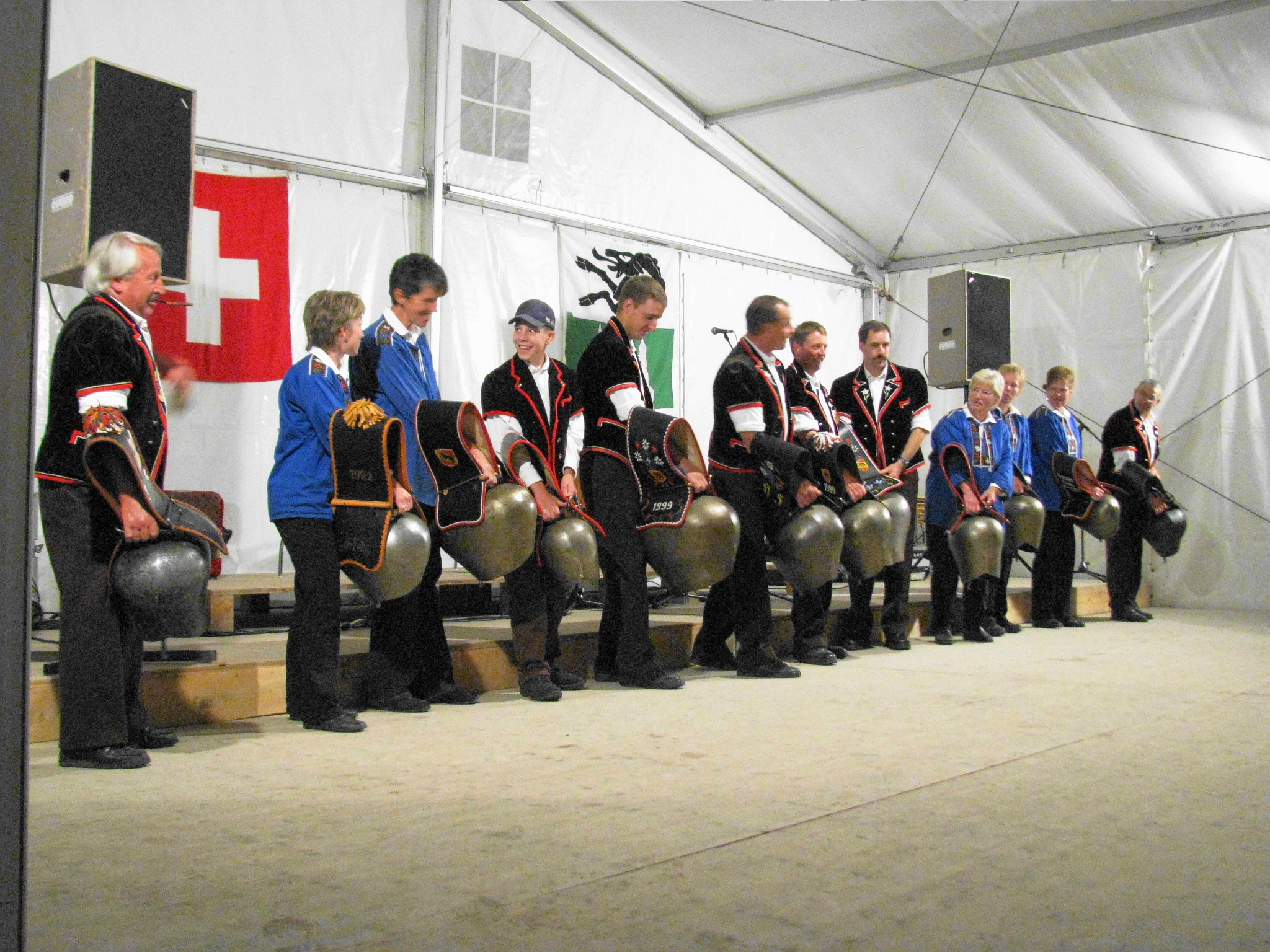
Schellen schütteln (Schelleschötte)

Als Eidgenössisches Jodlerfest (französisch Fête fédérale des yodleurs, italienisch Festa federale dello jodel, rätoromanisch Festa federala da jodladers) wird das alle drei Jahre vom Eidgenössischen Jodlerverband, der Dachorganisation aller Schweizer Vereine der Jodler, Alphornbläser, und Fahnenschwinger, organisierte Eidgenössische Fest bezeichnet. Die dreitägigen Vorführungen werden von einer Jury bewertet. Am musikalischen Grossanlass mit Festcharakter nehmen jeweils etwa 15'000 Mitwirkende und 200'000 Besucher teil.

## Vorgeschichte
Die Ursprünge des Jodelns gehen auf vorhistorische Zeiten zurück. Der Jodel diente der akustischen Verständigung über weite Distanzen. In den Alpen wurde mit dem einfachen Jodelruf (Juuz) von Alp zu Alp kommuniziert (Signalruf) und das Vieh (Viehlockruf) angelockt. Der Naturjodel mit dem Alphorn-fa (elfter Teilton der Naturtonreihe) ist im Raum Innerschweiz, Appenzell, Toggenburg, Bernbiet, Greyerz und Freiburgerland beheimatet. In der Ost- und Westschweiz wird eine mehrstimmige Jodelform gepflegt, bei der Vorjodler eine Hauptmelodie einleiten, in die dann der mehrstimmige Chor einfällt. Das mehrstimmige Jodeln mit Schelleschötte (Schellen schütteln) oder Talerschwinge als Begleitung ist in Appenzell seit Ende des 18. Jahrhunderts belegt.

## 19. Jahrhundert
Im 19. Jahrhundert entwickelte sich in der Schweiz das Jodeln in Chören als Folge der Umgestaltung des Geisteslebens durch die Aufklärung, der Entdeckung volkstümlicher und eidgenössischer Werte. Da die Schweiz kaum höfisches Leben und weder Hofkapellen noch Opern und Solisten kannte, verbreitete sich hier der Chorgesang früher als andernorts in allen Schichten des Volkes. Nach 1830 wurden für die neu gegründeten Jodlervereine eigene mehrstimmige Jodellieder (Volkslieder) komponiert.

## 20. Jahrhundert
Aufgrund der Initiative des Berner Jodlervaters Oskar Friedrich Schmalz wurde 1910 die Schweizerische Jodlervereinigung gegründet, aus der 1932 der  Eidgenössische Jodlerverband (EJV) hervorging. Er ist Herausgeber von alten und neuen Jodelliedblättern sowie Organisator der Eidgenössischen Jodlerfeste. In den ersten zehn Jahren sangen die Jodler auf eidgenössischer Ebene nur an den Eidgenössischen Schwing- und Älplerfesten. 1923 beschloss der EJV, ein eigenes Verbandsfest durchzuführen. Dieses fand 1924 als erstes Eidgenössisches Jodlerfest mit den Kategorien «Naturgesang» und «Nach Partitur» mit 31 teilnehmenden Jodlergruppen, 48 Jodlern, zwei Jodlerinnen, 16 Alphornbläsern und 17 Fahnenschwingern in Basel statt.
Die übergreifende Organisation der regionalen Gruppen und Jodlerwettkämpfe verhalfen dem Jodellied seit Mitte des 20. Jahrhunderts zu einer ungeahnten Popularität. In den ersten 50 Jahren des Bestehens wurden elf Eidgenössische Jodlerfeste mit stets steigender Teilnehmerzahl veranstaltet.

## 21. Jahrhundert
2005 gab es in der Schweiz 780 Jodlergruppen mit mehr als 24'000 Mitgliedern. Am 27. Eidgenössischen Jodlerfest in Luzern nahmen 12'000 Aktive und 200'000 Besucher teil. Das 28. viertägige Eidgenössische Jodlerfest in Interlaken wurde von 11'000 Aktiven, darunter auch Formationen von Auslandschweizern aus Kanada, USA, Neuseeland, Australien, und – bei teilweisem Regenwetter – 150'000 Besuchern besucht. Der Festumzug am Sonntagnachmittag mit über zwei Stunden traditionellem Schweizer Brauchtum gehörte zu dessen Höhepunkten.

## Eidgenössische Jodlerfeste
| - 1924 Basel (Schweizerisches Jodler-Verbandsfest) - 1927 Luzern - 1930 Zürich - 1933 Interlaken (Eidgenössisches Jodlerfest) - 1936 Solothurn - 1939 Zürich - 1946 Luzern - 1949 Bern - 1952 St. Gallen - 1955 Fribourg - 1958 Olten - 1962 Luzern - 1965 Thun - 1968 Winterthur - 1971 Fribourg - 1975 Aarau | - 1978 Schwyz - 1981 Burgdorf - 1984 St. Gallen - 1987 Brig - 1990 Solothurn - 1993 Sarnen - 1996 Thun - 1999 Frauenfeld - 2002 Fribourg - 2005 Aarau - 2008 Luzern - 2011 Interlaken - 2014 Davos - 2017 Brig-Glis (30. Eidgenössisches Jodlerfest) - 2020 Basel (zunächst verschoben auf 2021, dann ganz ausgefallen wegen Covid-19-Pandemie) - 2023 Zug - Geplant: 2026 Basel |